# Bleigraues Flechtenbärchen
Das Bleigraue Flechtenbärchen, der Bleigraue Gelbsaumflechtenbär oder Erlen-Flechtenbär (Eilema griseola) ist ein Schmetterling (Nachtfalter) aus der Unterfamilie der Bärenspinner (Arctiinae).

## Merkmale
Die Falter erreichen eine Flügelspannweite von 29 bis 35 mm (Männchen) bzw. 27 bis 32 mm (Weibchen). Die breiten Vorderflügel haben im Gegensatz zu den anderen ähnlichen Flechtenbären einen deutlich konvexen Rand. Dieser ist gelblich bleigrau gefärbt und hat einen matt schwefel- bis bräunlichgelben Kostalstreifen, der sich ab der Mitte des Flügelvorderrandes verjüngt und bis etwa zum äußeren Drittel der Vorderflügel reicht. In der Ruhehaltung werden die Vorderflügel bei dieser Art flach übereinander gelegt („Flachflügel-Typ“ im Gegensatz zum „Rollflügel-Typ“ vieler anderer Eilema-Arten). Die helleren Hinterflügel sind blass gelbgrau gefärbt und weisen zum Saum hin eine geringfügig dunklere Farbe auf. Die Hinterflügel und der Hinterleib sind auf der Unterseite gelb gefärbt. Die kurzen, zweizeilig mit Wimpern versehenen Fühler sind bei beiden Geschlechtern fadenförmig. Die Art kann vor allem mit den Weibchen des Nadelwald-Gelbsaumflechtenbären (Eilema deplana) verwechselt werden, die jedoch dunkel braungraue Hinterflügel, wie auch Vorderflügel aufweisen. Die Unterseite der Vorderflügel ist wie auch die Unterseite des Thorax aschgrau, Erstere sind gelb gerandet. Kopf, Thorax und Hinterleib sind auf der Oberseite blass ockergelb, das Hinterleibsende etwas kräftiger gelb gefärbt.
Die Raupen sind schwarz und tragen zwei orange-rötliche unterbrochene Rückenlinien. Sie haben je einen etwas kräftigeren Fleck am Rücken hinter der Kopfkapsel und am Hinterleibsende. Die Tiere haben am ganzen Körper zahlreiche struppige, dunkle Haarbüschel.

### Ähnliche Arten
- Grauleib-Flechtenbärchen (Eilema lurideola)
- Gelbleib-Flechtenbärchen (Eilema complana)
- Nadelwald-Gelbsaumflechtenbär (Eilema deplana)

## Geographische Verbreitung und Lebensraum
Die Tiere kommen in ganz Europa und in Asien östlich bis nach Japan vor. Sie fehlen im hohen Norden Europas, in Teilen Großbritanniens und des Mittelmeergebiets. Sie leben in feuchten und nassen Laubwäldern, bevorzugt in Bruch- und Auwäldern der Ebene.

## Lebensweise
Das Bleigraue Flechtenbärchen bildet eine Generation pro Jahr, deren Falter von Ende Juni bis Ende August fliegen. Die Raupen findet man ab September und nach der Überwinterung bis in den Juni des darauffolgenden Jahres. Die Raupen fressen an Flechten, die an Laubbäumen wachsen. Man findet sie vor allem auf Erlenstämmen, sie kommen aber auch auf Eschen, Eichen, Schlehdorn, Ulmen und Espen vor. Die Raupen leben ungefähr in Kniehöhe auf den Stämmen. Sie überwintern und verpuppen sich erst im nächsten Juni in einem lockeren Gespinst in Rindenrissen oder zwischen Flechten.